# Igelsjön (Lugnås socken, Västergötland)
Igelsjön är en sjö i Mariestads kommun i Västergötland och ingår i Göta älvs huvudavrinningsområde.